# Liste der Monuments historiques in Passavant (Doubs)
Die Liste der Monuments historiques in Passavant führt die Monuments historiques in der französischen Gemeinde Passavant auf.

## Liste der Objekte
| Bezeichnung     | Beschreibung                              | Standort                       | Kennzeichnung | Schutzstatus | Datum | Bild |
| --------------- | ----------------------------------------- | ------------------------------ | ------------- | ------------ | ----- | ---- |
| Krankenziborium | Silber, erste Hälfte des 17. Jahrhunderts | in der Kirche St-Antide (Lage) | PM25001201    | Classé       | 1908  |      |